# دوبریتشن
دوبریتشن (به آلمانی: Döbritschen) یک شهر در آلمان است که در وایمارر لاند واقع شده‌است. دوبریتشن ۲۳۶ نفر جمعیت دارد.